# Station Auvers
Halte d'Auvers is een spoorwegstation in de Franse gemeente Auvers. Het station is gesloten.